# Opostegoides menthinella
Opostegoides menthinella is een vlinder uit de familie oogklepmotten (Opostegidae). De wetenschappelijke naam is voor het eerst geldig gepubliceerd in 1855 door Mann als Opostega menthinella.
De soort komt voor in Europa.